# Ciclo hiperbóreo
El ciclo hiperbóreo, o de Hiperbórea, es una serie de relatos fantásticos del escritor estadounidense Clark Ashton Smith que se desenlazan en la isla de Hiperbórea, mítica isla de la Antigua Grecia ubicada más allá de Tracia, donde vivía el dios griego del viento del norte Bóreas.
En este ciclo se nota muy presente la gran afinidad entre Smith y H. P. Lovecraft, también escritor norteamericano de horror cósmico y fantasía, puesto que había «préstamos» creativos entre sus historias desde los textos apócrifos como el famoso Libron de Eibon hasta el terrible dios-sapo Tsathoggua, ambas creaciones de Smith.
Smith en el ciclo hiperbóreo creó una limpia y homogénea combinación de dos géneros poco similares los cuales eran el típico horror cósmico de sus anteriores relatos y la fantasía épica del ciclo de Averoigne, dando así nacimiento a este ciclo de fantásticos relatos de una era ya olvidada, prehistórica y antediluviana, donde grandes bestias, ciudades perdidas, tesoros ocultos y dioses extraños y malévolos escenifican su trasfondo.

## Relatos
El ciclo hiperbóreo está compuesto por 10 relatos los cuales salen listados por orden alfabético a continuación:
- El demonio de hielo
- El destino de Avoosl Wuthoqquan
- El relato de Satampra Zeiros
- El robo de las treinta y nueve fajas
- El testamento de Athammaus
- La casa de Haon-Dor
- La llegada del gusano blanco
- La puerta de Saturno
- La sibila blanca
- Ubbo-Shathla

- Datos: Q11326115